# 38-ма окрема мотострілецька бригада (РФ)
38-ма окрема гвардійська мотострілецька Вітебська ордена Леніна, Червонопрапорна, ордена Суворова бригада — формування Сухопутних військ Збройних сил Російської Федерації. Умовне найменування — Військова частина № 21720 (в/ч 21720). Скорочене найменування — 38-та омсбр. Формування входить до складу 35-ї загальновійськової армії Східного військового округу. Пункт постійної дислокації — село Катеринославка Амурської області.

## Історія
З червня 1945 по 1957 рік — 29-та гвардійська механізована дивізія. У період з 1957 по 1977 роки — 31-ша гвардійська мотострілецька дивізія з дислокацією в Каунасі (Литва). У 1977 році переформована на 21-шу гвардійську танкову дивізію, з передислокацією на Далекий Схід. У 2009 році переформована на 38-му окрему гвардійську мотострілецьку бригаду. Успадковує нагороди і почесні найменування 31-ї гвардійської стрілецької дивізії.
В кінці лютого 2019 року автомобіль «УАЗ» із російськими військовослужбовцями, потрапив у засідку повстанців у сирійській провінції Дейр-ез-Зор. У бою загинули 3 людини, деякий час вони вважалися зниклими безвісти, пізніше вдалося знайти їх тіла. Серед загиблих був й офіцер 38-й ОМСБр.
Бригада брала участь у повномасштабному російському вторгненні в Україну у 2022 році, де воювала на Ізюмському напрямку. На початку червня 2022 року 38-ма бригада втратила значну бойову міць після важких боїв. За даними російських військових блогерів, у результаті поєднання поганого керівництва та відсутності основних засобів постачання в об'єднаних 38-й та 64-й окремих мотострілецьких бригадах залишилося, за оцінками, «всього менше 100 військовослужбовців».

## Склад
- управління[5];
- 1-й мотострілецький батальйон;
- 2-й мотострілецький батальйон;
- 3-й мотострілецький батальйон;
- Танковий батальйон;
- 1-й гаубичний самохідно-артилерійський дивізіон;
- 2-й гаубичний самохідно-артилерійський дивізіон;
- Реактивний артилерійський дивізіон;
- Протитанковий артилерійський дивізіон;
- Зенітний ракетний дивізіон;
- Зенітний ракетно-артилерійський дивізіон;
- Розвідувальний батальйон;
- Інженерно-саперний батальйон;
- Батальйон управління (зв'язку);
- Ремонтно-відновлювальний батальйон;
- Батальйон матеріального забезпечення;
- Стрілецька рота (снайперів);
- Рота РХБЗ;
- Рота БПЛА;
- Рота РЕБ;
- Комендантська рота;
- Медична рота;
- Батарея управління та артилерійської розвідки (начальника артилерії);
- Взвод управління і радіолокаційної розвідки (начальника ППО);
- Взвод управління (начальника розвідувального відділення);
- Взвод інструкторів;
- Взвод тренажерів;
- Полігон;
- Оркестр.

## Втрати
З відкритих джерел та публікацій журналістів відомо про 1 вбитого бійця в Сирії та 31 — під час вторгнення в Україну: